# Indoribates samarensis
Indoribates samarensis är en kvalsterart som först beskrevs av Corpuz-Raros och Gruèzo 2005.  Indoribates samarensis ingår i släktet Indoribates och familjen Haplozetidae. Inga underarter finns listade i Catalogue of Life.